# Stary Odwach w Szczecinie
Stary Odwach – obiekt wojskowy, który w latach 1674–1869 stał w zachodniej pierzei szczecińskiego Rynku Siennego, po lewej stronie od Ratusza Staromiejskiego. Budynek w ostatnich latach istnienia miał adres Heumarkt 13.

## Historia
Budynek odwachu wzniesiono w 1674 roku, kiedy to miasto znajdowało się we władaniu Królestwa Szwecji. Powstał on w miejscu funkcjonującego w średniowieczu miejsca straceń. W 1713 królowa Szwecji Ulryka Eleonora Wittelsbach sprzedała Szczecin władcy Królestwa Prus Fryderykowi Wilhelmowi I. Z rozkazu króla odwach uległ przebudowie latach 1738–1740. Stał się wówczas jednopiętrowym, bezstylowym budynkiem mieszczącym areszt, mieszkanie oficera i wartownię. W 1833 w sąsiedztwie odwachu wzniesiono gmach giełdy.
Stary Odwach zburzono przypuszczalnie w 1869 roku.